# Deutscher Sportjournalistenpreis 2015
Die sechste Verleihung des Deutschen Sportjournalistenpreises, zuvor unter dem Namen Herbert-Award vergeben, fand am 5. Oktober 2015 im Hamburger Grand Elysée Hotel statt. Es wurden Preise in neun Kategorien verteilt, außerdem wurde eine Auszeichnung für das Lebenswerk vergeben.

## Preisträger
- Beste Sportfachzeitschrift: Sport Bild
- Bester Sportauftritt in einer Tageszeitung: Süddeutsche Zeitung
- Bester Sportauftritt Magazin/Wochenzeitung: Bild am Sonntag
- Bester Sport-Internetauftritt: spox.com
- Beste Sportsendung: Bundesliga-Konferenz (Sky)
- Bester Sportexperte: Oliver Kahn (ZDF)
- Bester Sportmoderator: Matthias Opdenhövel
- Bester Sportkommentator: Frank Buschmann (ran)
- Beste Newcomerin: Annika Zimmermann (ZDF)
- Preis für Lebenswerk: Dieter Adler